# شینساکو تسوکاواکی
شینساکو تسوکاواکی (انگلیسی: Shinsaku Tsukawaki; ۳ ژانویهٔ ۱۹۳۱ – ۱۵ سپتامبر ۱۹۹۳) ژیمناست هنری اهل ژاپن بود.